# Sever Encratita
Sever Encratita fou un dels líders d'una divisió dels gnòstics al segle ii. El nom Encratita li va ser donat per ser membre de la secta dels encratits (encratitae) fundada per Tacià, secta que va reforçar i per això més tard foren coneguts per severians (severiani).
Segons uns admetia la llei els profetes però segons altres els rebutjava i potser només admetia restes de l'antiga llei mosaica. Entre les particularitats dels severians cal esmentar la genealogia del dimoni, l'origen del vi, i de la formació de la dona i de l'home. Va negar l'autoritat de Sant Pau i els seus escrits.
És possible que els gnòstics es dividissin en dos sectes: els tacians i els severians, que després s'haurien unit sota el nom d'encratites. Entre les seves regles l'abstinència de matrimoni, l'alimentació vegetariana, i la prohibició del vi.